# Alstroemeria litterata
Alstroemeria litterata är en alströmeriaväxtart som beskrevs av Pierfelice Ravenna. Alstroemeria litterata ingår i släktet alströmerior, och familjen alströmeriaväxter. Inga underarter finns listade i Catalogue of Life.